# Coprosma pseudociliata
Coprosma pseudociliata là một loài thực vật có hoa trong họ Thiến thảo. Loài này được G.T.Jane mô tả khoa học đầu tiên năm 2005.